# Lill-Rödtjärnen (Björna socken, Ångermanland)
Lill-Rödtjärnen är en sjö i Örnsköldsviks kommun i Ångermanland och ingår i Gideälvens huvudavrinningsområde.